# Artiuszkowo (obwód kurski)
Artiuszkowo (ros. Артюшково) – wieś (ros. село, trb. sieło) w zachodniej Rosji, w sielsowiecie niekrasowskim rejonu rylskiego w obwodzie kurskim.

## Geografia
Miejscowość położona jest nad rzeką Sejm, 6,5 km od centrum administracyjnego sielsowietu niekrasowskiego (Niekrasowo), 15 km od centrum administracyjnego rejonu (Rylsk), 102 km od Kurska.

## Demografia
W 2010 r. miejscowość zamieszkiwało 81 osób.